# Danh sách tác phẩm của Anton Pavlovich Chekhov
Chekhov bắt đầu được biết đến ở Anh qua những bản dịch xuất bản trong thời gian 1916–1926. Đặc biệt, các vở kịch của ông rất được ưa thích trong thập niên 1920, và đã trở nên những dàn dựng kinh điển trên sân khấu Anh. Ảnh hưởng của ông sau đấy lan đến Mỹ. Những kịch tác gia Mỹ, như Tennessee Williams, Arthur Miller và Clifford Odets, đã sử dụng thuật tạo dựng kịch nghệ của ông. Có thể nói có rất ít nhà văn truyện ngắn trong thế kỷ 20 hoàn toàn thoát khỏi tầm ảnh hưởng của Chekhov.
Dưới đây là danh sách các tác phẩm của Anton Chekhov:

## Truyện ngắn
| - Agafya - Anh béo và anh gầy - Annyuta - Cái chết của một viên chức - Câu chuyện buồn - Cây vĩ cầm cho Rotshild - Con kỳ nhông - Công nương - Dấu chấm than - Điều thở than - Giận dỗi - Grisha - Hai người đẹp - Hỏng việc - Ionych - Khóm mâm xôi - Lão quản Biryuk | - Mặt nạ - Một chuyến đi - Một chuyện đùa - Một tấn kịch - Mụ phù thủy - Người ăn cắp - Người trong bao - Người đàn bà nông nổi - Người đàn bà với con chó nhỏ - Người vợ chưa cưới - Những buổi học đắt tiền - Những đốm lửa - Những người nông dân - Nỗi khổ - Phẫu thuật - Phòng số 6 | - Sinh viên - Thảo nguyên - Tình yêu bị khước từ - Trong khe núi - Vé trúng số - Về sự nguy hiểm của thuốc lá - Về tình yêu - Vị Giám mục - Volodia |

## Kịch
| - Ba chị em (Три сестры) - Vườn anh đào (Вишневый сад) - Hải âu (Чайка) - Cậu Vania (Дядя Ваня) - Mồ côi cha (Безотцовщина) | - Cầu hôn (Предложение) - Con gấu (Медведь) - Ivanov (Иванов) - Tatyana Repina (Татьяна Репина) |

## Hình ảnh

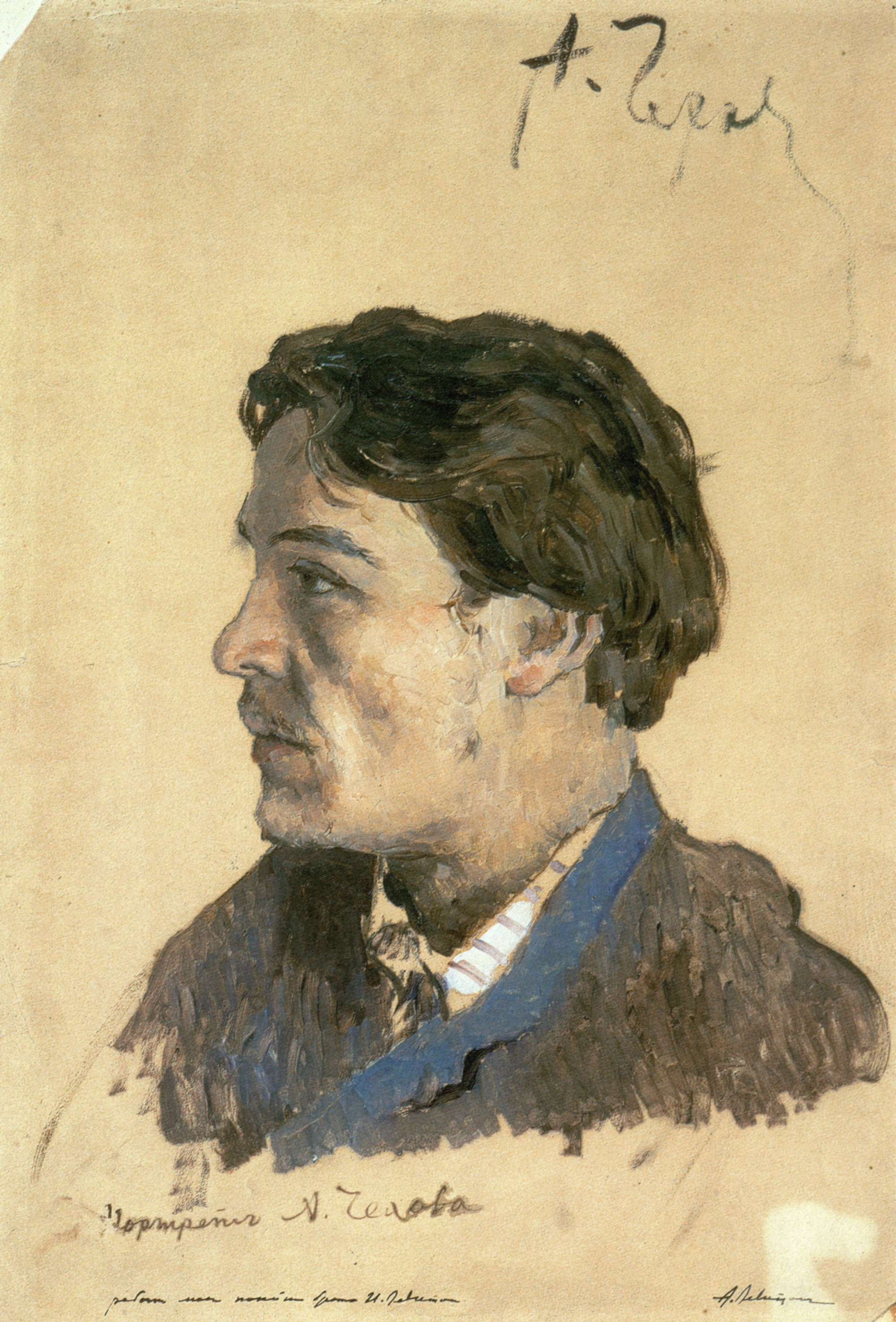
Anton Pavlovich Chekhov - Tranh sơn dầu của Isaac Levitan (1885 - 1886)
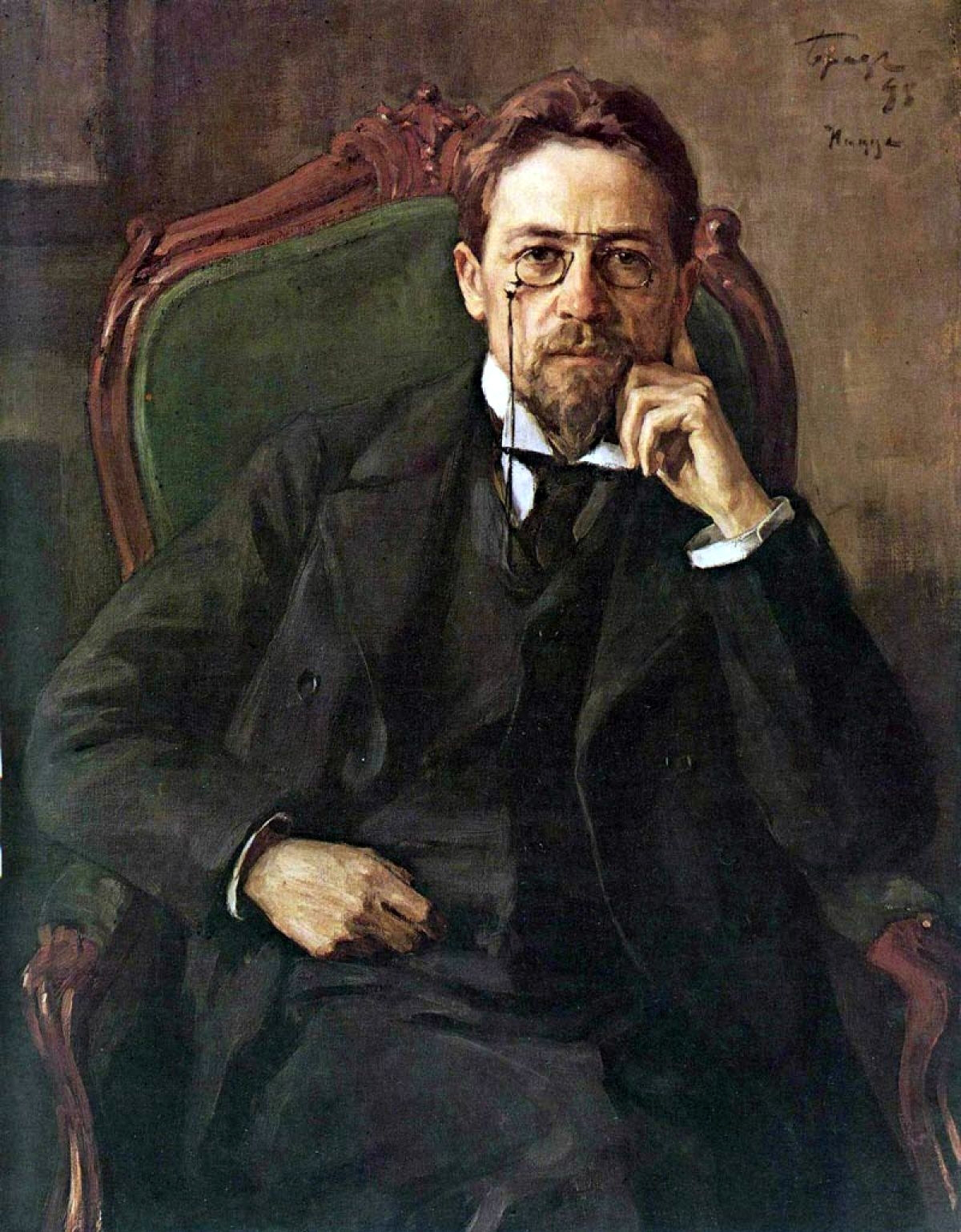
Anton Pavlovich Chekhov - Tranh sơn dầu trên vải của Osip Braz (1898). Lấy từ bộ sưu tập của Phòng triển lãm Tretyakov
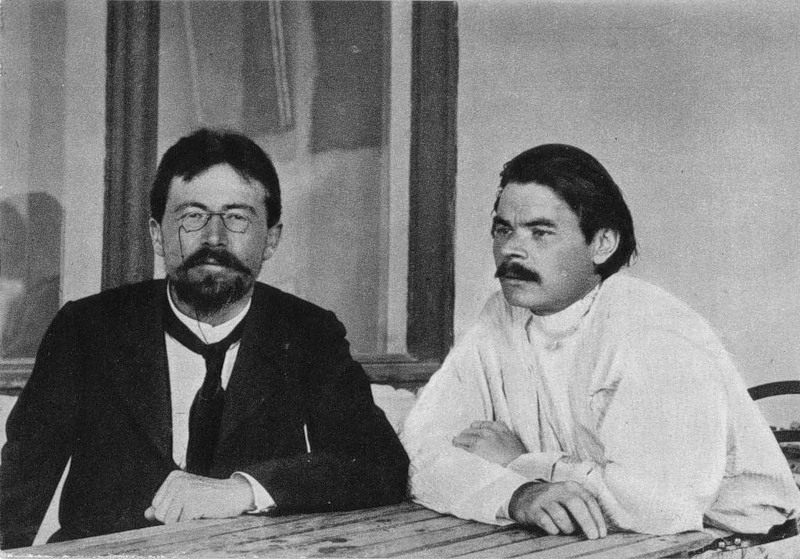
Chekhov và Maksim Gorky (Yalta, 1900)